# دیویسون (دهانه)

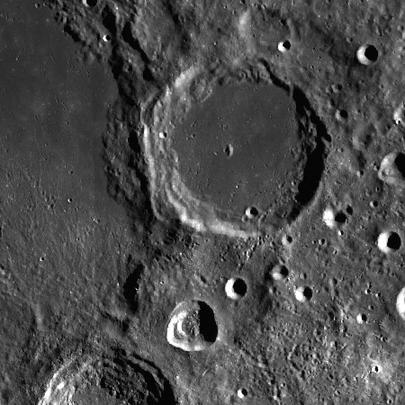
دهانه دیویسون در ماه

دیویسون یک دهانه برخوردی در ماه‌ است.